# めざまし体操/体操キャラバン
めざまし体操/体操キャラバン（めざましたいそう たいそうキャラバン）とは、フジテレビの朝の情報番組『めざましテレビ』および『めざましどようび』から生まれた体操および、『めざましテレビ』および『めざましどようび』で2004年より毎年夏季に1ヶ月前後かけて行われる長期企画。
日本全国に同体操を広めるべく、両番組のお天気キャスターがFNS各局を全国行脚し、各地の人々と共に体操し、これをレクチャーすることが目的である。

## 内容
その年々のスローガン、担当者により振り付けのテーマやコンセプトは多少変化するが、「家族」「友達」「仲間」等、皆で踊れる体操という基本概念は同じである。2007年までに3種類（4パターン）ある。

### めざまし体操
- 振り付け：パパイヤ鈴木
- テーマソング：「手のひらを太陽に〜めざましテレビ・バージョン〜」（唄：「めざまし」2004年時点での出演者）
- 特徴
  - オリジナルと完成版の2パターンに分けることができる。オリジナルは試作段階のもので、2004年に披露された。
  - 完成版は2005年に披露されたもので、振り付けはそのまま引き継ぎつつ、幼児からお年寄りも簡単に覚えられる体操に、という事で先行版よりテンポが易しくなっている。
  - 2005年3月に高樹千佳子が「めざまし」を卒業し「どようび」に移ったため、演者は皆藤愛子にバトンタッチされた。

### めざまし体操2（第2）
- 振り付け：真島茂樹
- テーマソング：「手のひらを太陽に 〜サンバ・ヴァージョン〜」（唄：「めざまし」2006年時点での出演者）
- 特徴
  - より明るく元気が出るものにするため、サンバのリズムが取り入れられた。
  - 振り付け完成時、アミーゴ伊藤（伊藤利尋）が乱入し、アレンジメントに参加した。

### めざまし体操3（第3）
- 振り付け： 佐藤弘道
- テーマソング：「手のひらを太陽に〜めざまし体操・ヴァージョン〜」（唄：「めざまし」2007年時点での出演者）
- 初披露は、2007年3月1日放送分
- 特徴
  - 本体操用に一部歌詞が変更され、これまでに比べ比較的易しい振り付けとなっている。
  - 祝日の放送を中心に地方中継先で披露。2007年3月21日(春分の日)の放送では、当時宮崎県知事の東国原英夫も出演。
  - 従来、実演者は「めざまし」・「どようび」のお天気キャスター2名であったが、第3では振り付けを担当した佐藤弘道と皆藤愛子の2名になっている（2007年5月9日時点）。

## キャラバン
主に夏休みの始まり頃に沖縄からスタートし、1ヶ月ほどかけて全国を回り、9月上旬頃に北海道で終わる。演者とスタッフの移動手段は企画専用車（通称「キャラバンカー」）。

### 2004年
- 体操：「めざまし体操」
- キャラバン期間：
- 演者 
  - 高樹千佳子（「めざましテレビ」）
  - 小林麻央（「めざましどようび」）土曜日のみ
- 特別出演：石本沙織（「めざにゅ〜」）
  - 全国行脚するの高樹・小林を応援する企画で、番外編的に同番組内で挑戦した。

### 2005年
- 体操：「めざまし体操（完成版）」
- キャラバン期間：8月1日〜8月30日
- 演者 
  - 皆藤愛子（「めざまし」）
  - 小林麻央

### 2006年
- 体操：「めざまし体操第2」
- キャラバン期間：7月24日〜8月24日
- 演者 
  - 皆藤愛子
  - 小林麻央

### 2007年
- 体操：「めざまし体操第3」
- キャラバン期間：
- 演者 
  - 皆藤愛子

## DVD
「めざまし体操」（2004年10月27日）
1. めざまし体操
2. 同上　FULL Version
3. 同上　高樹千佳子 Version
4. 同上　小林麻央 Version
5. 同上　レッスン編

「めざまし体操第2」（2006年5月10日）
通常盤と完全限定生産盤の2種類がある。
1. めざまし体操2
2. 同上　FULL Version
3. 同上　小林麻央 Version
4. 同上　皆藤愛子 Version
5. 同上　レッスン編

「めざまし体操第3」（2007年5月9日）
通常盤と完全限定生産盤の2種類がある。
DVD
1. オープニング
2. めざまし体操第3
3. 解説・めざまし体操第3
4. めざまし体操第3（ソロヴァージョン）
5. レッスン・めざまし体操第3
6. めざまし体操第3後ろ向き Version
7. エンディング

付属CD
1. 手のひらを太陽に
2. 同上　弘道さん掛け声入り Version